# 1 Coríntios 11
1 Coríntios 11 é o décimo-primeiro capítulo da Primeira Epístola aos Coríntios, de autoria do Apóstolo Paulo, no Novo Testamento da Bíblia.

## Estrutura
A Tradução Brasileira da Bíblia organiza este capítulo da seguinte maneira:
- 1 Coríntios 11:1-34 - Regulamentos do culto cristão